# دفتر ملی شناسایی
دفتر ملی شناسایی (انگلیسی: National Reconnaissance Office)عضوی از جامعه اطلاعاتی ایالات متحده آمریکا و یکی از آژانس‌های زیرمجموعه وزارت دفاع آمریکا است. از دفتر ملی شناسایی، در کنار سیا، آژانس امنیت ملی ایالات متحده آمریکا، آژانس اطلاعات دفاعی و آژانس ملی اطلاعات مکانی به عنوان یکی از ۵ سازمان اطلاعات بزرگ آمریکا یاد می‌شود. مقر دفتر ملی شناسایی در محدوده ثبت‌نشده شهرستان فرفکس، ویرجینیا و در ۲ مایلی جنوب فرودگاه بین‌المللی دالس واشینگتن واقع شده‌است.

## مأموریت
دفتر ملی شناسایی، توسعه و مدیریت سیستم‌های شناسایی فضایی و انجام فعالیت‌های اطلاعاتی مربوط به امنیت ملی ایالات متحده آمریکا را بر عهده دارد.
این آژانس همکاری نزدیکی با دیگر سازمان‌های اطلاعاتی و فضایی از جمله آژانس امنیت ملی ایالات متحده آمریکا (NSA)، آژانس ملی اطلاعات مکانی (NGA)، سیا (CIA)، آژانس اطلاعات دفاعی (DIA)، فرماندهی راهبردی ایالات متحده آمریکا و آزمایشگاه تحقیقات دریایی دارد.

## ساختار
دفتر ملی شناسایی بخشی از وزارت دفاع ایالات متحده آمریکاست. مدیر دفتر ملی شناسایی توسط وزیر دفاع، با موافقت اداره‌کننده اطلاعات ملی و بدون تأیید کنگره تعیین می‌شود. به‌طور سنتی، این مقام به معاون وزیر نیروی هوایی یا دستیار وزیر نیروی هوایی در امور فضایی داده می‌شد اما با انتصاب دونالد کر در ژوئیه ۲۰۰۵، این موقعیت مستقل شد.

## موقعیت‌ها
در اکتبر ۲۰۰۸، دفتر ملی شناسایی ۵ ایستگاه زمینی را از حالت محرمانه خارج کرد: ۳ ایستگاه در ایالات متحده؛ نزدیکی واشینگتن، دی.سی.، آرورا، کلرادو و لاس کروسس، نیومکزیکو و ۲ ایستگاه در انگلستان (آرای‌اف من‌وید هیل) و استرالیا (تأسیسات مشترک دفاعی پاین‌گپ)
- مقر دفتر ملی شناسایی ۳۸°۵۲′۵۵″شمالی ۷۷°۲۷′۰۷″غربی / ۳۸٫۸۸۲°شمالی ۷۷٫۴۵۲°غربی - شنتیلی، ویرجینیا
  - مرکز ملی عملیات‌های شناسایی (NROC)[۶]
- تأسیسات داده‌های هوافضا - کلرادو (ADF-C) ۳۹°۴۳′۰۵″شمالی ۱۰۴°۴۶′۳۷″غربی / ۳۹٫۷۱۸°شمالی ۱۰۴٫۷۷۷°غربی, پایگاه نیروی هوایی باکلی، آرورا، کلرادو
- تأسیسات داده‌های هوافضا - شرق (ADF-E) ۳۸°۴۴′۱۰″شمالی ۷۷°۰۹′۲۹″غربی / ۳۸٫۷۳۶°شمالی ۷۷٫۱۵۸°غربی, فورت بلوار، ویرجینیا، ویرجینیا
- تأسیسات داده‌های هوافضا - جنوب شرقی (ADF-SW) ۳۲°۳۰′۰۷″شمالی ۱۰۶°۳۶′۴۰″غربی / ۳۲٫۵۰۲°شمالی ۱۰۶٫۶۱۱°غربی, وایت سندز، نیومکزیکو[۷][۸]

## نگارخانه

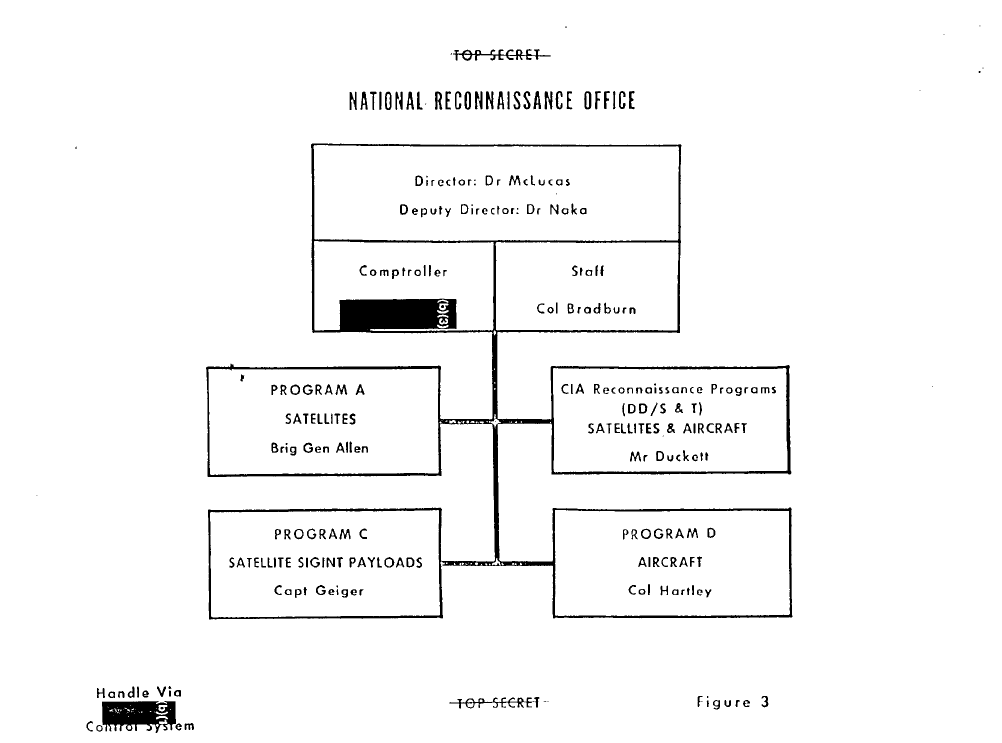
ساختار سازمانی دفتر ملی شناسایی،  در حدود ۱۹۷۱
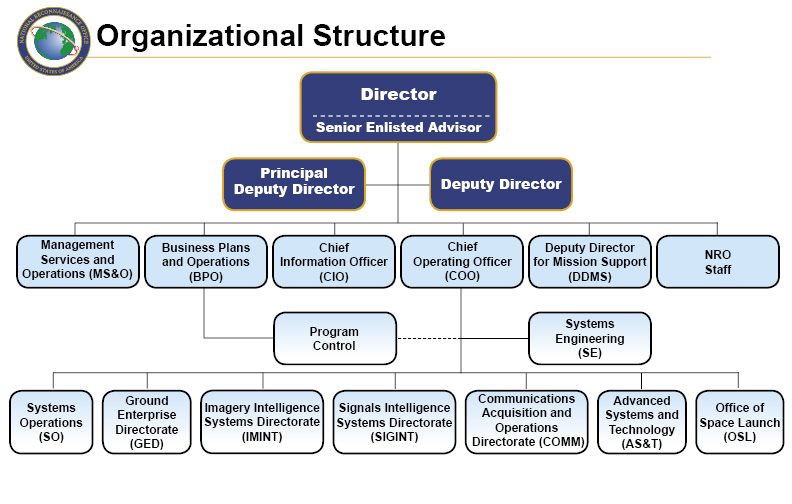
ساختار سازمانی دفتر ملی شناسایی،  در حدود ۲۰۰۹
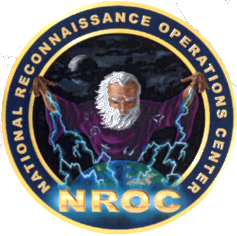
مرکز ملی عملیات‌های شناسایی
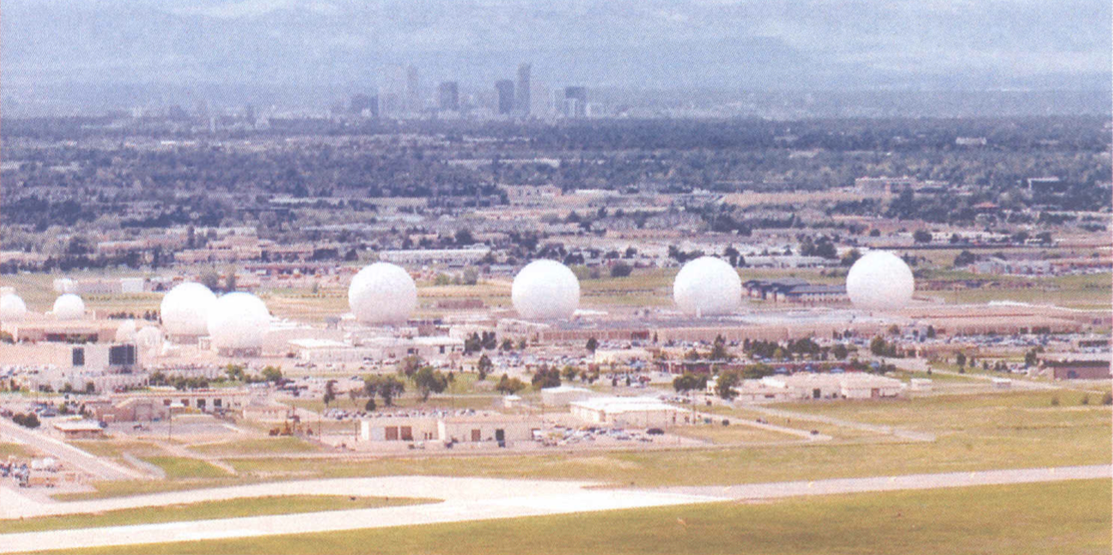
ایستگاه زمینی دفتر ملی شناسایی در پایگاه نیروی هوایی باکلی، آرورا، کلرادو
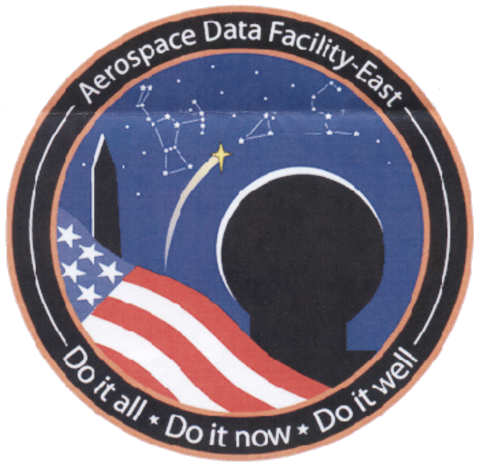
نماد تاسیسات داده‌های هوافضا - شرق
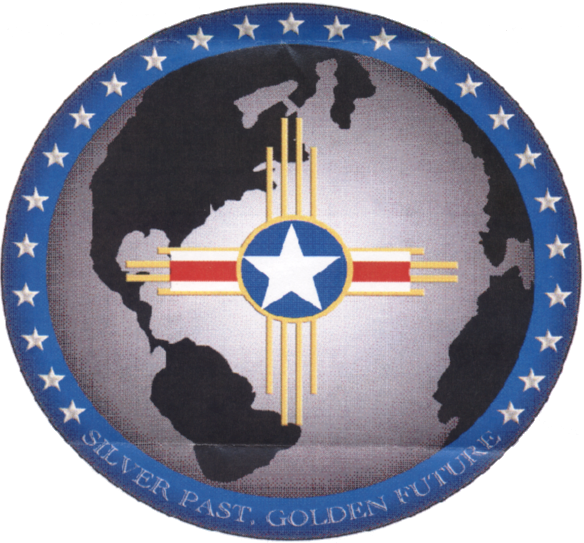
نماد تاسیسات داده‌های هوافضا - جنوب شرقی
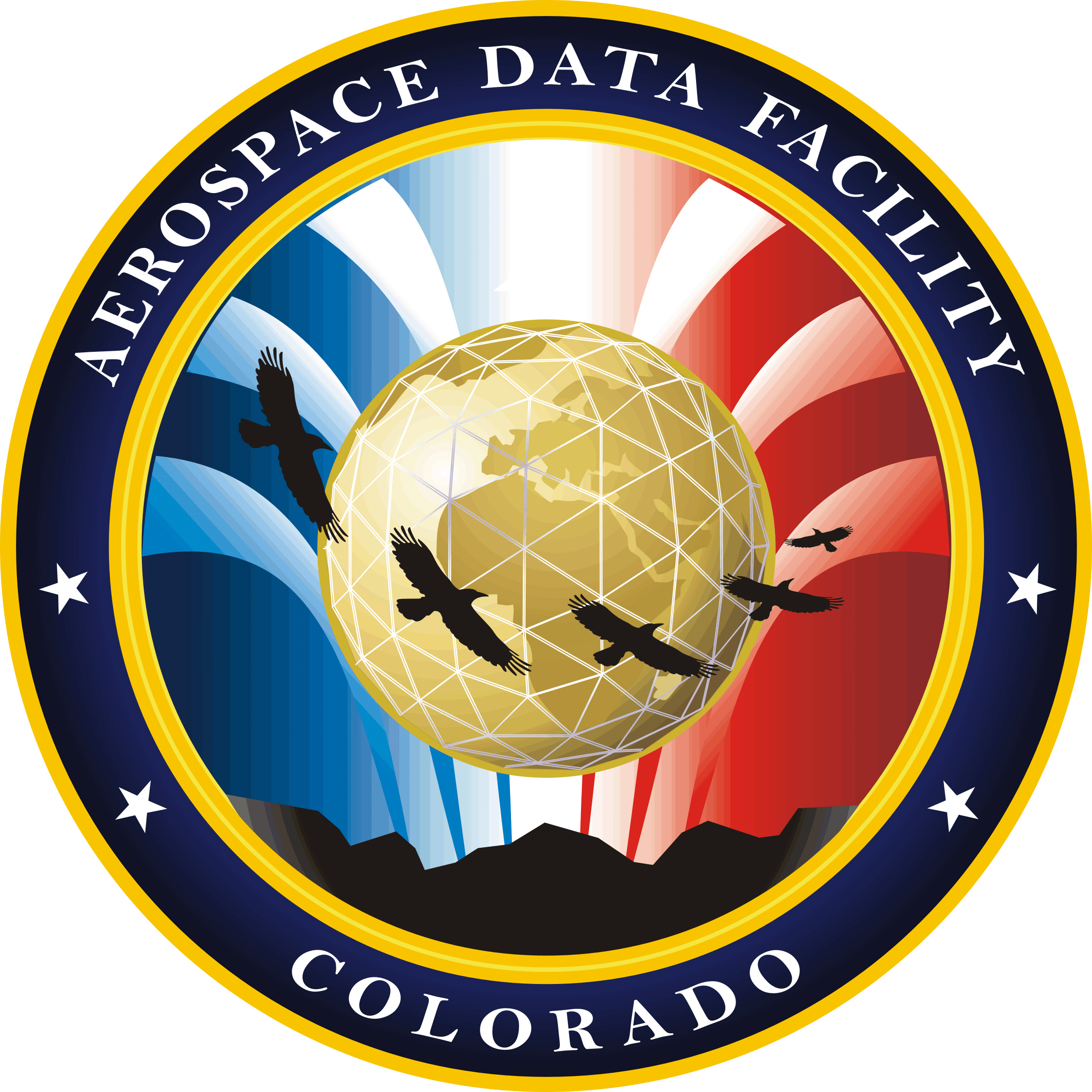
نماد تاسیسات داده‌های هوافضا - کلرادو